# DMarket

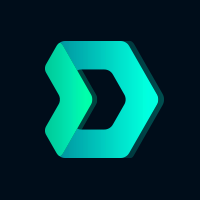
Logotip de DMarket.

DMarket (establert el 2017) és un servei de monetització d'elements de jocs, multiplataforma i descentralitzat que permet als desenvolupadors, jugadors i empresaris avaluar, comprar i vendre contingut de jocs. La plataforma es basa en tecnologia blockchain i contractes intel·ligents.

## Història
DMarket va ser fundada al maig del 2017 per Vlad Panchenko, propietari de companyies de distribució de jocs com Suntechsoft Corp Limited i World of Games Global Games, i també de Skins.Cash, el segon major lloc de comerç d'elements virtuals. Altres cofundadors van ser Alexander Kokhanovsky, ex-CEO de l'equip d'esports Natus Vincere, i Tamara Slanova.
La compañia va obtenir més de $19M en les dues rondes ICO (Initial coin offering) a l'Agost i Novembre de 2017.
Durant la primera col·locació el soft cap inicial (l'objectiu mínim de captació de fons) de $1M es va aconseguir en els 17 primers minuts.
Pantera Capital, un fons híbrid de cobertura i risc basat a Califòrnia focalitzat en tecnologia blockchain, i Denis Dovgopoliy, fundador del fons d'inversió GrowthUP, van estar entre els inversors de major implantació en DMarket.
La versió alfa de la plataforma DMarket va ser llançada a l'octubre de 2017.
Una versió funcional que incorporava la plataforma de distribució digital Steam i possibilitava als usuaris comprar, vendre i col·leccionar elements de jocs populars "Counter-Strike: Global Offensive" i Dota 2 va ser presentada al març de 2018.
Al març de 2018 la companyia va acordar amb Unity Technologies desenvolupar un kit de desenvolupament SDK d'Integració de DMarket.
Tambien va ser amfitrió d'un blockchain i fòrum de discussió a la Game Developers Conference.
A l'abril de 2018, la companyia va editar DMarket Blockchain Wallet en Android permetent als usuaris emmagatzemar i gestionar els seus fons, components del joc, i materials digitals col·leccionables des del mòbil.
El juny de 2018, una aplicació se'n va llançar una versi per iOS.
L'agost de 2018, Dmarket va presentar "DMarket Integration SDK" per a jocs Unity.
A l'octubre de 2018, DMarket va obrir oficina a Londres, Regne Unit. Va ser la tercera base mundial de la companyia, a més de la seu central a Santa Mónica (Califòrnia), i una oficina a Kíev (Ucraïna).
A la fi d'Octubre del 2018, DMarket va anunciar una col·laboració estratègica amb Xsolla, solució de pagaments interna al joc.
Al Novembre de 2018, la plataforma DMarket, inicialment disponible en anglès, va ser traduïda a vuit idiomes més: Alemany, Español, Rus, Portuguès, Francès, Polonès i Turc.

## Concepte
DMarket ofereix als desenvolupadors de video-jocs un model de monetització de components del joc basat en el comerç d'elements en-el-joc.
Utilitzant la plataforma i tecnologia DMarket, els desenvolupadors poden vendre elements en-el-joc als jugadors i facilitar el seu comerç entre ells. Cada intercanvi proporciona ingressos als desenvolupadors des de la comissió de comerç. La plataforma permet als jugadors intercanviar els seus actius virtuals en-el-joc per diners reals i per creuament entre jocs.
Hi ha d'altres serveis similars online amb el mateix concepte, com WAX i BitGuild.

## Com funciona la plataforma
Els usuaris de la plataforma DMarket s'involucren en el comerç d'actius digitals des de videojocs connectats a la plataforma DMarket a través de la API DMarket o també el programari Valve de Steam programari.
La plataforma es basa en la tecnologia blockchain (el comerç d'elements en-el-joc es registra en blockchain de DMarket).
Els desenvolupadors poden connectar els seus jocs a la plataforma DMarket via la seva API o el SDK disponible en el Magatzem d'Actius (l'"Asset Store") de Unity. Una vegada que la integració es completi, els desenvolupadors poden fer que els elements del joc siguin comerciables a DMarket. El comerç queda registrat en el blockchain de DMarket per assegurar la seguretat de les transaccions.
Cada minut que un jugador passa en un joc li porta nous actius de joc: un automòbil, una armadura, cristalls o altres elements virtuals. Amb DMarket, els jugadors poden intercanviar, avaluar i vendre a jugadors de tot el món actius de qualsevol joc, independentment de la seva plataforma.
Les fitxes de DMarket són l'única moneda utilitzada a la plataforma de DMarket. Els preus de les mercaderies virtuals estan configurats i regulats pels desenvolupadors de jocs. Això permet als desenvolupadors crear la seva pròpia economia dels seus elements virtuals. Totes les transaccions estan lligades a la borsa de la plataforma de negociació.